# AL-LAD
AL-LAD（6-allyl-6-nor-LSD，6-烯丙基-6-去甲-LSD）是一种有机化合物，化学式为C22H27N3O，为迷幻药物麥角酸二乙酰胺（LSD）的衍生物，最早由亚历山大·舒尔金在其著作《TiHKAL：延续》（TIHKAL: The Continuation）中提出，可由N-去甲麦角酸乙二酰胺与烯丙基溴合成。